# William Anthony Shinkman

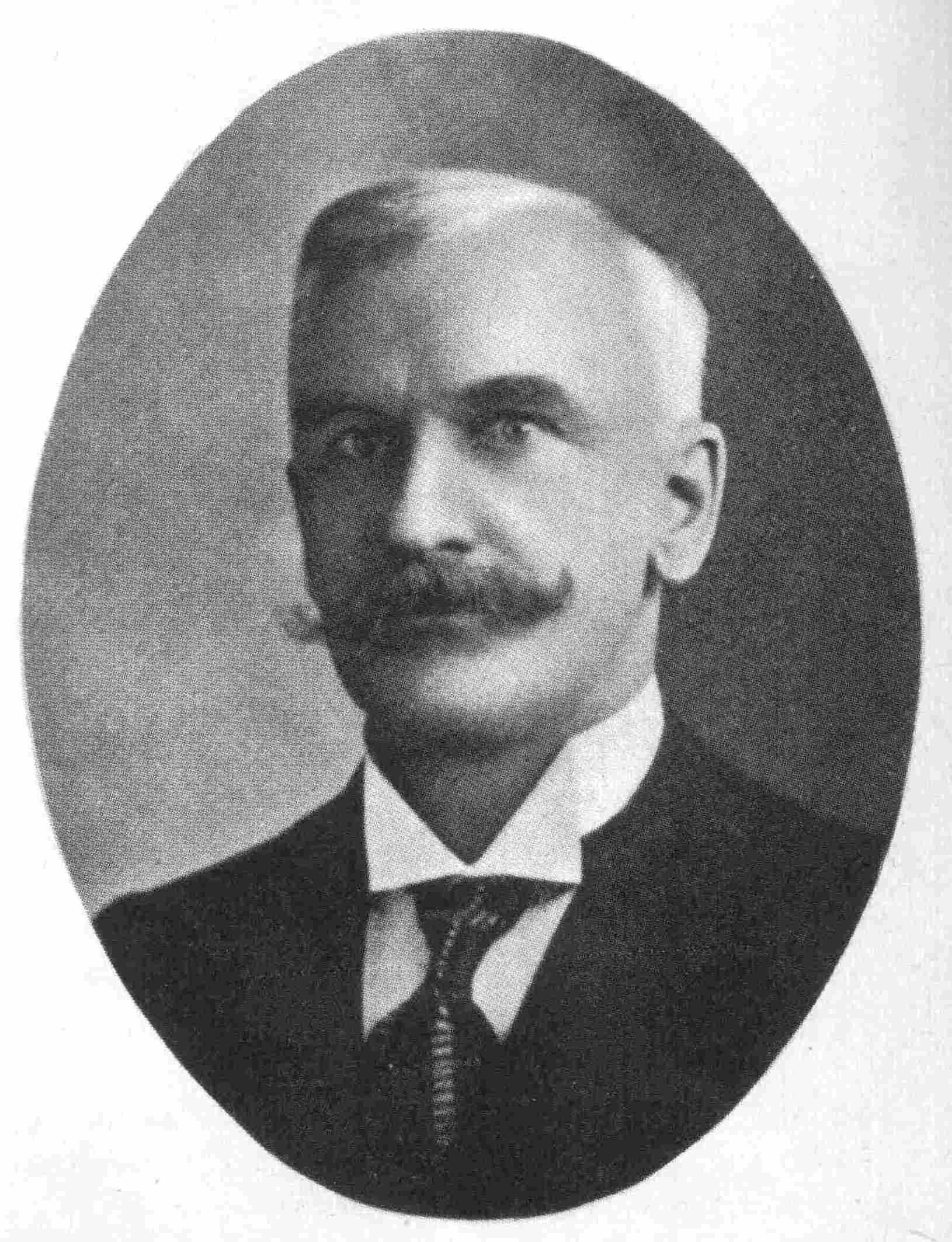
William Anthony Shinkman

William Anthony Shinkman (* 25. Dezember 1847 in Reichenberg (Böhmen); † 25. Mai 1933 in Grand Rapids (Michigan)) war ein bedeutender US-amerikanischer Schachkomponist. Er arbeitete auch unter dem Pseudonym M. Ham Nawkins.

## Leben
Im Alter von 6 Jahren gelangte er als Kind böhmischer Immigranten namens Tschinkman nach Baltimore. Später lebte er in Grand Rapids, Michigan und arbeitete dort zunächst als Versicherungs- und Immobilienmakler. Ab 1893 war er für die Stadtverwaltung tätig.

## Schachkomposition
Zusammen mit seinem Zeitgenossen Samuel Loyd war er der bekannteste Schachkomponist der USA im späten 19. und frühen 20. Jahrhundert.
Sein Werk umfasst über 3.500 Aufgaben, damit ist er einer der produktivsten Komponisten überhaupt. 672 davon sind in der 1929 von Alain Campbell White veröffentlichten Sammlung The golden argosy enthalten. Das Vorwort dieses Buches stammt von Shinkmans Neffen Otto Wurzburg, der ebenfalls ein bedeutender Komponist war. Wegen seines Ideenreichtums nannte man Shinkman auch The wizard of Great Rapids.
Er betreute unter anderem die Rubrik für Komposition in Lasker’s chess magazine.
Seine orthodoxen Mattaufgaben zeichnen sich meist durch überraschende Schlüsselzüge aus. Auch zum Gebiet des Selbstmatts hat Shinkman viel beigetragen.
Außerdem stammt der englische Begriff Block von ihm, eine Zugzwangidee. Weiß stellt keine Mattdrohung auf, jeder Zug von Schwarz verstellt jedoch eine Verteidigungsfigur. Der Begriff ist im Deutschen in dieser Bedeutung nicht üblich.

## Beispiele
|   | a | b | c | d | e | f | g | h |   |
| 8 |   |   |   |   |   |   |   |   | 8 |
| 7 |   |   |   |   |   |   |   |   | 7 |
| 6 |   |   |   |   |   |   |   |   | 6 |
| 5 |   |   |   |   |   |   |   |   | 5 |
| 4 |   |   |   |   |   |   |   |   | 4 |
| 3 |   |   |   |   |   |   |   |   | 3 |
| 2 |   |   |   |   |   |   |   |   | 2 |
| 1 |   |   |   |   |   |   |   |   | 1 |
|   | a | b | c | d | e | f | g | h |   |

Die Aufgabe brachte wegen ihres unerwarteten Lösungszuges seinerzeit viele Löser zur Verzweiflung.
Lösung:
Zuerst muss Weiß dafür sorgen, dass Schwarz überhaupt ziehen kann (Schwarz am Zug wäre patt).
1. Th4–h2 (eine sogenannte Hinterstellung) Ka5xa4 2. Lg2–c6+ Ka4xa3 (Ka4–a5 3. Th2–h5 matt) 3. Lf2–c5 matt.
|   | a | b | c | d | e | f | g | h |   |
| 8 |   |   |   |   |   |   |   |   | 8 |
| 7 |   |   |   |   |   |   |   |   | 7 |
| 6 |   |   |   |   |   |   |   |   | 6 |
| 5 |   |   |   |   |   |   |   |   | 5 |
| 4 |   |   |   |   |   |   |   |   | 4 |
| 3 |   |   |   |   |   |   |   |   | 3 |
| 2 |   |   |   |   |   |   |   |   | 2 |
| 1 |   |   |   |   |   |   |   |   | 1 |
|   | a | b | c | d | e | f | g | h |   |

Beim Selbstmatt zwingt Weiß Schwarz dazu, ihn in der geforderten Zügezahl mattzusetzen.
Lösung:
Im Satzspiel (d. h. wenn man Schwarz beginnen ließe) stehen auf fast alle schwarzen Züge bereits zwingende Mattführungen bereit:
1. … La4 2. Db5+ Lxb5 3. Ld3+ Lxd3 4. Tf1+ Lxf1 matt;

1. … Lxc4 2. Db1+! Ld3 3. Db5+Lxb5 4. Tf1+ Lxf1 matt (nicht 2. Db5+? Ld5!)

1. … La2 2. Db1+ Lxb1 3. Ld3+ Lxd3 4. Tf1+ Lxf1 matt;

1. … Lc2 2. Ld3+ Lxd3 3. Db5+ Lxb5 4. Tf1+ Lxf1 matt.
Nur auf 1. … Ld1 führt nach 2. Db1+ Lc2 3. Ld3+ Lxd3 der Zug 4. Tf1+ wegen der Deckung durch die Dame nicht zum Matt, und für 4. Db5+ ist keine Zeit mehr.
Deshalb der Schlüsselzug 1. Td1! mit Zugzwang. Schwarz ist nun genötigt, die Kraft des weißen Turms zu beseitigen: 1. … Lxd1 2. Db1+ Lc2 3. Ld3+ Lxd3 4. Df1+ Lxf1 matt. Die anderen Antworten verlaufen wie im Satzspiel.

## Weblink
- Kompositionen von William Anthony Shinkman auf dem PDB-Server der Schwalbe

| Personendaten    | Personendaten                                         |
| ---------------- | ----------------------------------------------------- |
| NAME             | Shinkman, William Anthony                             |
| ALTERNATIVNAMEN  | M. Ham Nawki                                          |
| KURZBESCHREIBUNG | US-amerikanischer Schachkomponist                     |
| GEBURTSDATUM     | 25. Dezember 1847                                     |
| GEBURTSORT       | Reichenberg, Böhmen, Kaisertum Österreich             |
| STERBEDATUM      | 25. Mai 1933                                          |
| STERBEORT        | Grand Rapids (Michigan), Michigan, Vereinigte Staaten |